# La Course by Le Tour de France de 2019
A 6.ª edição da La Course by Le Tour de France celebrou-se a 23 de julho de 2019 sobre um percurso de 120 km num circuito montanhoso com início e final na cidade de Pau.
A carreira fez parte do UCI World Tour Feminino de 2019 como concorrência de categoria 1.wwT do calendário ciclístico de máximo nível mundial sendo a décimaquinta carreira de dito circuito e foi vencida pela ciclista neerlandesa Marianne Vos da equipa CCC-Liv. O pódio completaram-no a canadiana Leah Kirchmann da equipa Sunweb e a ciclista dinamarquesa Cecilie Uttrup Ludwig da equipa Bigla.

## Equipas
Tomaram a saída um total de 21 equipas UCI Team Feminino convidados pela organização da carreira quem conformaram um pelotão de 121 ciclistas das quais terminaram 91. As equipas participantes foram:
| Equipes femininas profissionais (21)- Alé Cipollini - Bigla - Boels Dolmans - BTC City Ljubljana - Canyon-SRAM Racing - CCC-Liv - Cogeas-Mettler - FDJ-Nouvelle Aquitaine-Futuroscope - Lotto Soudal Ladies - Mitchelton-Scott - Movistar Team - Parkhotel Valkenburg-Destil - Rally UHC Cycling Women - Sunweb Women - Tibco-Silicon Valley Bank - Trek-Segafredo - Valcar Cylance - Virtu Cycling Women - WNT-Rotor Pro Cycling - Doltcini-Van Eyck Sport - Charente-Maritime |
| |

## Classificações finais
As classificações finalizaram da seguinte forma:

### Classificação geral
| \| Classificação geral \| Classificação geral \| Classificação geral \| Classificação geral \| Classificação geral \| \| Ciclista \| Ciclista \| Equipe \| Tempo \| \| \| ------------------- \| ---------------------- \| --------------------- \| ------------------- \| ------------------- \| \| 1. \| Marianne Vos[1] \| CCC-Liv \| 3h15m20s \| \| \| 2. \| Leah Kirchmann \| Sunweb \| + 3s \| \| \| 3. \| Cecilie Uttrup Ludwig \| Bigla \| + 3s \| \| \| 4. \| Lucinda Brand \| Sunweb \| + 4s \| \| \| 5. \| Ashleigh Moolman Pasio \| CCC-Liv \| + 6s \| \| \| 6. \| Elisa Longo Borghini \| Trek-Segafredo \| + 6s \| \| \| 7. \| Annemiek van Vleuten \| Mitchelton-Scott \| + 7s \| \| \| 8. \| Soraya Paladin \| Alé Cipollini \| + 7s \| \| \| 9. \| Ane Santesteban \| WNT-Rotor Pro Cycling \| + 7s \| \| \| 10. \| Anna van der Breggen \| Boels Dolmans \| + 7s \| \| |                        |                       |          |
| |                        |                       |          |
| |                        |                       |          |
| Classificação geral |                        |                       |          |
| Ciclista | Ciclista               | Equipe                | Tempo    |
| 1. | Marianne Vos           | CCC-Liv               | 3h15m20s |
| 2. | Leah Kirchmann         | Sunweb                | + 3s     |
| 3. | Cecilie Uttrup Ludwig  | Bigla                 | + 3s     |
| 4. | Lucinda Brand          | Sunweb                | + 4s     |
| 5. | Ashleigh Moolman Pasio | CCC-Liv               | + 6s     |
| 6. | Elisa Longo Borghini   | Trek-Segafredo        | + 6s     |
| 7. | Annemiek van Vleuten   | Mitchelton-Scott      | + 7s     |
| 8. | Soraya Paladin         | Alé Cipollini         | + 7s     |
| 9. | Ane Santesteban        | WNT-Rotor Pro Cycling | + 7s     |
| 10. | Anna van der Breggen   | Boels Dolmans         | + 7s     |

## Ciclistas participantes e posições finais
| Mitchelton-Scott MTS | Mitchelton-Scott MTS       | Mitchelton-Scott MTS |
| -------------------- | -------------------------- | -------------------- |
| Num                  | Ciclista                   | Pos                  |
| 1                    | Annemiek van Vleuten (NED) | 7.                   |
| 2                    | Jessica Allen (AUS)        | DNF                  |
| 3                    | Alexandra Manly (AUS)      | DNF                  |
| 4                    | Sarah Roy (AUS)            | 58.                  |
| 5                    | Amanda Spratt (AUS)        | 24.                  |
| 6                    | Georgia Williams (NZL)     | 62.                  |

| Boels Dolmans DLT | Boels Dolmans DLT                    | Boels Dolmans DLT |
| ----------------- | ------------------------------------ | ----------------- |
| Num               | Ciclista                             | Pos               |
| 11                | Anna van der Breggen (NED) (estrada) | 10.               |
| 12                | Chantal Blaak (NED)                  | 75.               |
| 13                | Karol-Ann Canuel (CAN)               | 39.               |
| 14                | Katie Hall (USA)                     | 19.               |
| 15                | Annika Langvad (DEN)                 | 29.               |

| CCC-Liv CCC | CCC-Liv CCC                  | CCC-Liv CCC |
| ----------- | ---------------------------- | ----------- |
| Num         | Ciclista                     | Pos         |
| 21          | Marianne Vos (NED)           | 1.          |
| 22          | Valerie Demey (BEL)          | DNF         |
| 23          | Jeanne Korevaar (NED)        | 37.         |
| 24          | Riejanne Markus (NED)        | 31.         |
| 25          | Ashleigh Moolman Pasio (RSA) | 5.          |
| 26          | Pauliena Rooijakkers (NED)   | 35.         |

| Bigla BIG | Bigla BIG                   | Bigla BIG |
| --------- | --------------------------- | --------- |
| Num       | Ciclista                    | Pos       |
| 31        | Cecilie Uttrup Ludwig (DEN) | 3.        |
| 32        | Elizabeth Banks (GBR)       | 36.       |
| 33        | Elise Chabbey (SUI)         | 30.       |
| 34        | Mikayla Harvey (NZL)        | 63.       |
| 35        | Nikola Nosková (CZE)        | 27.       |
| 36        | Leah Thomas (USA)           | 49.       |

| Canyon-SRAM Racing CSR | Canyon-SRAM Racing CSR     | Canyon-SRAM Racing CSR |
| ---------------------- | -------------------------- | ---------------------- |
| Num                    | Ciclista                   | Pos                    |
| 41                     | Katarzyna Niewiadoma (POL) | 13.                    |
| 42                     | Alena Amialiusik (BLR)     | 72.                    |
| 43                     | Alice Barnes (GBR)         | 90.                    |
| 44                     | Hannah Barnes (GBR)        | 68.                    |
| 45                     | Tiffany Cromwell (AUS)     | 61.                    |
| 46                     | Alexis Ryan (USA)          | 61.                    |

| Alé Cipollini ALE | Alé Cipollini ALE      | Alé Cipollini ALE |
| ----------------- | ---------------------- | ----------------- |
| Num               | Ciclista               | Pos               |
| 51                | Chloe Hosking (AUS)    | 83.               |
| 52                | Na Ah-reum (KOR)       | 44.               |
| 53                | Soraya Paladin (ITA)   | 8.                |
| 54                | Nadia Quagliotto (ITA) | 70.               |
| 55                | Jessica Raimondi (ITA) | DNF               |
| 56                | Eri Yonamine (JPN)     | 23.               |

| WNT-Rotor Pro Cycling WNT | WNT-Rotor Pro Cycling WNT | WNT-Rotor Pro Cycling WNT |
| ------------------------- | ------------------------- | ------------------------- |
| Num                       | Ciclista                  | Pos                       |
| 61                        | Ane Santesteban (ESP)     | 9.                        |
| 62                        | Laura Asencio (FRA)       | 71.                       |
| 63                        | Janneke Ensing (NED)      | 17.                       |
| 64                        | Erica Magnaldi (ITA)      | 28.                       |
| 65                        | Lara Vieceli (ITA)        | 54.                       |

| Sunweb SUN | Sunweb SUN             | Sunweb SUN |
| ---------- | ---------------------- | ---------- |
| Num        | Ciclista               | Pos        |
| 71         | Lucinda Brand (NED)    | 4.         |
| 72         | Pfeiffer Georgi (GBR)  | 56.        |
| 73         | Leah Kirchmann (CAN)   | 2.         |
| 74         | Juliette Labous (FRA)  | 32.        |
| 75         | Liane Lippert (GER)    | 57.        |
| 76         | Floortje Mackaij (NED) | 12.        |

| Movistar Team MOV | Movistar Team MOV         | Movistar Team MOV |
| ----------------- | ------------------------- | ----------------- |
| Num               | Ciclista                  | Pos               |
| 81                | Sheyla Gutiérrez (ESP)    | NP                |
| 82                | Aude Biannic (FRA)        | 74.               |
| 83                | Małgorzata Jasińska (POL) | 33.               |
| 84                | Lorena Llamas (ESP)       | 67.               |
| 85                | Eider Merino (ESP)        | 69.               |
| 86                | Paula Patiño (COL)        | 18.               |

| Tibco-Silicon Valley Bank TIB | Tibco-Silicon Valley Bank TIB | Tibco-Silicon Valley Bank TIB |
| ----------------------------- | ----------------------------- | ----------------------------- |
| Num                           | Ciclista                      | Pos                           |
| 91                            | Brodie Chapman (AUS)          | 25.                           |
| 92                            | Lex Albrecht (CAN)            | DNF                           |
| 93                            | Nina Kessler (NED)            | 47.                           |
| 94                            | Emily Newsom (USA)            | DNF                           |
| 95                            | Rozanne Slik (NED)            | 55.                           |

| Trek-Segafredo TFS | Trek-Segafredo TFS         | Trek-Segafredo TFS |
| ------------------ | -------------------------- | ------------------ |
| Num                | Ciclista                   | Pos                |
| 101                | Lizzie Deignan (GBR)       | 77.                |
| 102                | Audrey Cordon-Ragot (FRA)  | 76.                |
| 103                | Elisa Longo Borghini (ITA) | 6.                 |
| 104                | Anna Plichta (POL)         | DNF                |
| 105                | Tayler Wiles (USA)         | 34.                |
| 106                | Ruth Winder (USA)          | 38.                |

| FDJ-Nouvelle Aquitaine-Futuroscope FDJ | FDJ-Nouvelle Aquitaine-Futuroscope FDJ | FDJ-Nouvelle Aquitaine-Futuroscope FDJ |
| -------------------------------------- | -------------------------------------- | -------------------------------------- |
| Num                                    | Ciclista                               | Pos                                    |
| 111                                    | Jade Wiel (FRA) (estrada)              | 48.                                    |
| 112                                    | Charlotte Becker (GER)                 | 78.                                    |
| 113                                    | Eugénie Duval (FRA)                    | DNF                                    |
| 114                                    | Shara Marche (AUS)                     | 41.                                    |
| 115                                    | Victorie Guilman (FRA)                 | 52.                                    |
| 116                                    | Évita Muzic (FRA)                      | 22.                                    |

| Valcar Cylance VAL | Valcar Cylance VAL        | Valcar Cylance VAL |
| ------------------ | ------------------------- | ------------------ |
| Num                | Ciclista                  | Pos                |
| 121                | Elisa Balsamo (ITA)       | DNF                |
| 122                | Alice Maria Arzuffi (ITA) | 64.                |
| 123                | Marta Cavalli (ITA)       | 45.                |
| 124                | Dalia Muccioli (ITA)      | 65.                |
| 125                | Asja Paladin (ITA)        | 73.                |
| 126                | Elena Pirrone (ITA)       | 66.                |

| Parkhotel Valkenburg PHV | Parkhotel Valkenburg PHV | Parkhotel Valkenburg PHV |
| ------------------------ | ------------------------ | ------------------------ |
| Num                      | Ciclista                 | Pos                      |
| 131                      | Demi Vollering (NED)     | 11.                      |
| 132                      | Nina Buysman (NED)       | 47.                      |
| 133                      | Belle De Gast (NED)      | DNF                      |
| 134                      | Sofie De Vuyst (BEL)     | 15.                      |
| 135                      | Roxane Knetemann (NED)   | DNF                      |

| Cogeas-Mettler-Look Pro Cycling Team CGS | Cogeas-Mettler-Look Pro Cycling Team CGS | Cogeas-Mettler-Look Pro Cycling Team CGS |
| ---------------------------------------- | ---------------------------------------- | ---------------------------------------- |
| Num                                      | Ciclista                                 | Pos                                      |
| 141                                      | Edwige Pitel (FRA)                       | 40.                                      |
| 142                                      | Olga Deyko (RUS)                         | DNF                                      |
| 143                                      | Deborah Paine (NZL)                      | 59.                                      |
| 144                                      | Anastasiia Pliaskina (RUS)               | DNF                                      |
| 145                                      | Sari Saarelainen (FIN)                   | DNF                                      |
| 146                                      | Marina Uvarova (RUS)                     | 85.                                      |

| Lotto Soudal Ladies LSL | Lotto Soudal Ladies LSL   | Lotto Soudal Ladies LSL |
| ----------------------- | ------------------------- | ----------------------- |
| Num                     | Ciclista                  | Pos                     |
| 151                     | Lotte Kopecky (BEL)       | 50.                     |
| 152                     | Dani Christmas (GBR)      | 82.                     |
| 153                     | Annelies Dom (BEL)        | 80.                     |
| 154                     | Julie Van de Velde (BEL)  | 26.                     |
| 155                     | Kelly Van den Steen (BEL) | 53.                     |

| Virtu Cycling Women TVC | Virtu Cycling Women TVC | Virtu Cycling Women TVC |
| ----------------------- | ----------------------- | ----------------------- |
| Num                     | Ciclista                | Pos                     |
| 161                     | Sofia Bertizzolo (ITA)  | DNF                     |
| 162                     | Katrine Aalerud (NOR)   | 60.                     |
| 163                     | Birgitte Krogsgaard     | 88.                     |
| 164                     | Anouska Koster (NED)    | 43.                     |
| 165                     | Rachel Neylan (AUS)     | 14.                     |

| BTC City Ljubljana BTC | BTC City Ljubljana BTC | BTC City Ljubljana BTC |
| ---------------------- | ---------------------- | ---------------------- |
| Num                    | Ciclista               | Pos                    |
| 171                    | Eugenia Bujak (SLO)    | 16.                    |
| 172                    | Špela Kern (SLO)       | DNF                    |
| 173                    | Hanna Nilsson (SWE)    | 21.                    |
| 174                    | Urša Pintar (SLO)      | 20.                    |
| 175                    | Rossella Ratto (ITA)   | 51.                    |
| 176                    | Urška Žigart (SLO)     | 91.                    |

| Rally Cycling RLW | Rally Cycling RLW             | Rally Cycling RLW |
| ----------------- | ----------------------------- | ----------------- |
| Num               | Ciclista                      | Pos               |
| 181               | Sara Bergen (CAN)             | 84.               |
| 182               | Allison Beveridge (CAN)       | DNF               |
| 183               | Kristabel Doebel-Hickok (USA) | 46.               |
| 184               | Abigail Mickey (USA)          | DNF               |
| 185               | Sara Poidevin (CAN)           | DNF               |
| 186               | Emma White (USA)              | DNF               |

| Doltcini-Van Eyck Sport DVE | Doltcini-Van Eyck Sport DVE     | Doltcini-Van Eyck Sport DVE |
| --------------------------- | ------------------------------- | --------------------------- |
| Num                         | Ciclista                        | Pos                         |
| 191                         | Jesse Vandenbulcke (BEL)        | 89.                         |
| 192                         | Mieke Docx (BEL)                | 81.                         |
| 193                         | Séverine Eraud (FRA)            | 79.                         |
| 194                         | Pascale Jeuland-Tranchant (FRA) | DNF                         |
| 195                         | Daniela Reis (POR)              | DNF                         |
| 196                         | Marion Sicot (FRA)              | NP                          |

| Charente-Maritime CMW | Charente-Maritime CMW | Charente-Maritime CMW |
| --------------------- | --------------------- | --------------------- |
| Num                   | Ciclista              | Pos                   |
| 201                   | Pauline Allin (FRA)   | 87.                   |
| 202                   | Noémie Abgrall (FRA)  | DNF                   |
| 203                   | Lucie Lahaye (FRA)    | 86.                   |
| 204                   | Anaïs Morichon (FRA)  | DNF                   |
| 205                   | Marine Quiniou (FRA)  | DNF                   |
| 206                   | Gabby Traxler (CAN)   | DNF                   |

| Mitchelton-Scott MTS | Mitchelton-Scott MTS       | Mitchelton-Scott MTS |
| -------------------- | -------------------------- | -------------------- |
| Num                  | Ciclista                   | Pos                  |
| 1                    | Annemiek van Vleuten (NED) | 7.                   |
| 2                    | Jessica Allen (AUS)        | DNF                  |
| 3                    | Alexandra Manly (AUS)      | DNF                  |
| 4                    | Sarah Roy (AUS)            | 58.                  |
| 5                    | Amanda Spratt (AUS)        | 24.                  |
| 6                    | Georgia Williams (NZL)     | 62.                  |

| Boels Dolmans DLT | Boels Dolmans DLT                    | Boels Dolmans DLT |
| ----------------- | ------------------------------------ | ----------------- |
| Num               | Ciclista                             | Pos               |
| 11                | Anna van der Breggen (NED) (estrada) | 10.               |
| 12                | Chantal Blaak (NED)                  | 75.               |
| 13                | Karol-Ann Canuel (CAN)               | 39.               |
| 14                | Katie Hall (USA)                     | 19.               |
| 15                | Annika Langvad (DEN)                 | 29.               |

| CCC-Liv CCC | CCC-Liv CCC                  | CCC-Liv CCC |
| ----------- | ---------------------------- | ----------- |
| Num         | Ciclista                     | Pos         |
| 21          | Marianne Vos (NED)           | 1.          |
| 22          | Valerie Demey (BEL)          | DNF         |
| 23          | Jeanne Korevaar (NED)        | 37.         |
| 24          | Riejanne Markus (NED)        | 31.         |
| 25          | Ashleigh Moolman Pasio (RSA) | 5.          |
| 26          | Pauliena Rooijakkers (NED)   | 35.         |

| Bigla BIG | Bigla BIG                   | Bigla BIG |
| --------- | --------------------------- | --------- |
| Num       | Ciclista                    | Pos       |
| 31        | Cecilie Uttrup Ludwig (DEN) | 3.        |
| 32        | Elizabeth Banks (GBR)       | 36.       |
| 33        | Elise Chabbey (SUI)         | 30.       |
| 34        | Mikayla Harvey (NZL)        | 63.       |
| 35        | Nikola Nosková (CZE)        | 27.       |
| 36        | Leah Thomas (USA)           | 49.       |

| Canyon-SRAM Racing CSR | Canyon-SRAM Racing CSR     | Canyon-SRAM Racing CSR |
| ---------------------- | -------------------------- | ---------------------- |
| Num                    | Ciclista                   | Pos                    |
| 41                     | Katarzyna Niewiadoma (POL) | 13.                    |
| 42                     | Alena Amialiusik (BLR)     | 72.                    |
| 43                     | Alice Barnes (GBR)         | 90.                    |
| 44                     | Hannah Barnes (GBR)        | 68.                    |
| 45                     | Tiffany Cromwell (AUS)     | 61.                    |
| 46                     | Alexis Ryan (USA)          | 61.                    |

| Alé Cipollini ALE | Alé Cipollini ALE      | Alé Cipollini ALE |
| ----------------- | ---------------------- | ----------------- |
| Num               | Ciclista               | Pos               |
| 51                | Chloe Hosking (AUS)    | 83.               |
| 52                | Na Ah-reum (KOR)       | 44.               |
| 53                | Soraya Paladin (ITA)   | 8.                |
| 54                | Nadia Quagliotto (ITA) | 70.               |
| 55                | Jessica Raimondi (ITA) | DNF               |
| 56                | Eri Yonamine (JPN)     | 23.               |

| WNT-Rotor Pro Cycling WNT | WNT-Rotor Pro Cycling WNT | WNT-Rotor Pro Cycling WNT |
| ------------------------- | ------------------------- | ------------------------- |
| Num                       | Ciclista                  | Pos                       |
| 61                        | Ane Santesteban (ESP)     | 9.                        |
| 62                        | Laura Asencio (FRA)       | 71.                       |
| 63                        | Janneke Ensing (NED)      | 17.                       |
| 64                        | Erica Magnaldi (ITA)      | 28.                       |
| 65                        | Lara Vieceli (ITA)        | 54.                       |

| Sunweb SUN | Sunweb SUN             | Sunweb SUN |
| ---------- | ---------------------- | ---------- |
| Num        | Ciclista               | Pos        |
| 71         | Lucinda Brand (NED)    | 4.         |
| 72         | Pfeiffer Georgi (GBR)  | 56.        |
| 73         | Leah Kirchmann (CAN)   | 2.         |
| 74         | Juliette Labous (FRA)  | 32.        |
| 75         | Liane Lippert (GER)    | 57.        |
| 76         | Floortje Mackaij (NED) | 12.        |

| Movistar Team MOV | Movistar Team MOV         | Movistar Team MOV |
| ----------------- | ------------------------- | ----------------- |
| Num               | Ciclista                  | Pos               |
| 81                | Sheyla Gutiérrez (ESP)    | NP                |
| 82                | Aude Biannic (FRA)        | 74.               |
| 83                | Małgorzata Jasińska (POL) | 33.               |
| 84                | Lorena Llamas (ESP)       | 67.               |
| 85                | Eider Merino (ESP)        | 69.               |
| 86                | Paula Patiño (COL)        | 18.               |

| Tibco-Silicon Valley Bank TIB | Tibco-Silicon Valley Bank TIB | Tibco-Silicon Valley Bank TIB |
| ----------------------------- | ----------------------------- | ----------------------------- |
| Num                           | Ciclista                      | Pos                           |
| 91                            | Brodie Chapman (AUS)          | 25.                           |
| 92                            | Lex Albrecht (CAN)            | DNF                           |
| 93                            | Nina Kessler (NED)            | 47.                           |
| 94                            | Emily Newsom (USA)            | DNF                           |
| 95                            | Rozanne Slik (NED)            | 55.                           |

| Trek-Segafredo TFS | Trek-Segafredo TFS         | Trek-Segafredo TFS |
| ------------------ | -------------------------- | ------------------ |
| Num                | Ciclista                   | Pos                |
| 101                | Lizzie Deignan (GBR)       | 77.                |
| 102                | Audrey Cordon-Ragot (FRA)  | 76.                |
| 103                | Elisa Longo Borghini (ITA) | 6.                 |
| 104                | Anna Plichta (POL)         | DNF                |
| 105                | Tayler Wiles (USA)         | 34.                |
| 106                | Ruth Winder (USA)          | 38.                |

| FDJ-Nouvelle Aquitaine-Futuroscope FDJ | FDJ-Nouvelle Aquitaine-Futuroscope FDJ | FDJ-Nouvelle Aquitaine-Futuroscope FDJ |
| -------------------------------------- | -------------------------------------- | -------------------------------------- |
| Num                                    | Ciclista                               | Pos                                    |
| 111                                    | Jade Wiel (FRA) (estrada)              | 48.                                    |
| 112                                    | Charlotte Becker (GER)                 | 78.                                    |
| 113                                    | Eugénie Duval (FRA)                    | DNF                                    |
| 114                                    | Shara Marche (AUS)                     | 41.                                    |
| 115                                    | Victorie Guilman (FRA)                 | 52.                                    |
| 116                                    | Évita Muzic (FRA)                      | 22.                                    |

| Valcar Cylance VAL | Valcar Cylance VAL        | Valcar Cylance VAL |
| ------------------ | ------------------------- | ------------------ |
| Num                | Ciclista                  | Pos                |
| 121                | Elisa Balsamo (ITA)       | DNF                |
| 122                | Alice Maria Arzuffi (ITA) | 64.                |
| 123                | Marta Cavalli (ITA)       | 45.                |
| 124                | Dalia Muccioli (ITA)      | 65.                |
| 125                | Asja Paladin (ITA)        | 73.                |
| 126                | Elena Pirrone (ITA)       | 66.                |

| Parkhotel Valkenburg PHV | Parkhotel Valkenburg PHV | Parkhotel Valkenburg PHV |
| ------------------------ | ------------------------ | ------------------------ |
| Num                      | Ciclista                 | Pos                      |
| 131                      | Demi Vollering (NED)     | 11.                      |
| 132                      | Nina Buysman (NED)       | 47.                      |
| 133                      | Belle De Gast (NED)      | DNF                      |
| 134                      | Sofie De Vuyst (BEL)     | 15.                      |
| 135                      | Roxane Knetemann (NED)   | DNF                      |

| Cogeas-Mettler-Look Pro Cycling Team CGS | Cogeas-Mettler-Look Pro Cycling Team CGS | Cogeas-Mettler-Look Pro Cycling Team CGS |
| ---------------------------------------- | ---------------------------------------- | ---------------------------------------- |
| Num                                      | Ciclista                                 | Pos                                      |
| 141                                      | Edwige Pitel (FRA)                       | 40.                                      |
| 142                                      | Olga Deyko (RUS)                         | DNF                                      |
| 143                                      | Deborah Paine (NZL)                      | 59.                                      |
| 144                                      | Anastasiia Pliaskina (RUS)               | DNF                                      |
| 145                                      | Sari Saarelainen (FIN)                   | DNF                                      |
| 146                                      | Marina Uvarova (RUS)                     | 85.                                      |

| Lotto Soudal Ladies LSL | Lotto Soudal Ladies LSL   | Lotto Soudal Ladies LSL |
| ----------------------- | ------------------------- | ----------------------- |
| Num                     | Ciclista                  | Pos                     |
| 151                     | Lotte Kopecky (BEL)       | 50.                     |
| 152                     | Dani Christmas (GBR)      | 82.                     |
| 153                     | Annelies Dom (BEL)        | 80.                     |
| 154                     | Julie Van de Velde (BEL)  | 26.                     |
| 155                     | Kelly Van den Steen (BEL) | 53.                     |

| Virtu Cycling Women TVC | Virtu Cycling Women TVC | Virtu Cycling Women TVC |
| ----------------------- | ----------------------- | ----------------------- |
| Num                     | Ciclista                | Pos                     |
| 161                     | Sofia Bertizzolo (ITA)  | DNF                     |
| 162                     | Katrine Aalerud (NOR)   | 60.                     |
| 163                     | Birgitte Krogsgaard     | 88.                     |
| 164                     | Anouska Koster (NED)    | 43.                     |
| 165                     | Rachel Neylan (AUS)     | 14.                     |

| BTC City Ljubljana BTC | BTC City Ljubljana BTC | BTC City Ljubljana BTC |
| ---------------------- | ---------------------- | ---------------------- |
| Num                    | Ciclista               | Pos                    |
| 171                    | Eugenia Bujak (SLO)    | 16.                    |
| 172                    | Špela Kern (SLO)       | DNF                    |
| 173                    | Hanna Nilsson (SWE)    | 21.                    |
| 174                    | Urša Pintar (SLO)      | 20.                    |
| 175                    | Rossella Ratto (ITA)   | 51.                    |
| 176                    | Urška Žigart (SLO)     | 91.                    |

| Rally Cycling RLW | Rally Cycling RLW             | Rally Cycling RLW |
| ----------------- | ----------------------------- | ----------------- |
| Num               | Ciclista                      | Pos               |
| 181               | Sara Bergen (CAN)             | 84.               |
| 182               | Allison Beveridge (CAN)       | DNF               |
| 183               | Kristabel Doebel-Hickok (USA) | 46.               |
| 184               | Abigail Mickey (USA)          | DNF               |
| 185               | Sara Poidevin (CAN)           | DNF               |
| 186               | Emma White (USA)              | DNF               |

| Doltcini-Van Eyck Sport DVE | Doltcini-Van Eyck Sport DVE     | Doltcini-Van Eyck Sport DVE |
| --------------------------- | ------------------------------- | --------------------------- |
| Num                         | Ciclista                        | Pos                         |
| 191                         | Jesse Vandenbulcke (BEL)        | 89.                         |
| 192                         | Mieke Docx (BEL)                | 81.                         |
| 193                         | Séverine Eraud (FRA)            | 79.                         |
| 194                         | Pascale Jeuland-Tranchant (FRA) | DNF                         |
| 195                         | Daniela Reis (POR)              | DNF                         |
| 196                         | Marion Sicot (FRA)              | NP                          |

| Charente-Maritime CMW | Charente-Maritime CMW | Charente-Maritime CMW |
| --------------------- | --------------------- | --------------------- |
| Num                   | Ciclista              | Pos                   |
| 201                   | Pauline Allin (FRA)   | 87.                   |
| 202                   | Noémie Abgrall (FRA)  | DNF                   |
| 203                   | Lucie Lahaye (FRA)    | 86.                   |
| 204                   | Anaïs Morichon (FRA)  | DNF                   |
| 205                   | Marine Quiniou (FRA)  | DNF                   |
| 206                   | Gabby Traxler (CAN)   | DNF                   |

Convenções:
- AB-N: Abandono na etapa "N"
- FLT-N: Retiro por chegada fora do limite de tempo na etapa "N"
- NTS-N: Não tomou a saída para a etapa "N"
- DES-N: Desclassificado ou expulsado na etapa "N"

## UCI World Tour Feminino
La Course by Le Tour de France outorgou pontos para o UCI World Tour Feminino de 2019 e o UCI World Ranking Feminino, incluindo a todas as corredoras das equipas nas categorias UCI Team Feminino. As seguintes tabelas mostram o barómetro de pontuação e as 10 corredoras que obtiveram mais pontos:
| Posição   | 1.ª | 2.ª | 3.ª | 4.ª | 5.ª | 6.ª | 7.ª | 8.ª | 9.ª | 10.ª | 11.ª | 12.ª | 13.ª | 14.ª | 15.ª | 16.ª-30.ª | 31.ª-40.ª |
| Pontuação | 200 | 150 | 125 | 100 | 85  | 70  | 60  | 50  | 40  | 35   | 30   | 25   | 20   | 15   | 10   | 5         | 3         |

| Classificação |                       |                  |        |
| Posição       | Ciclista              | Equipa           | Pontos |
| ------------- | --------------------- | ---------------- | ------ |
| 1.ª           | Marianne Vos          | CCC-Liv          | 200    |
| 2.ª           | Leah Kirchmann        | Sunweb           | 150    |
| 3.ª           | Cecilie Uttrup Ludwig | Bigla            | 125    |
| 4.ª           | Lucinda Brand         | Sunweb           | 100    |
| 5.ª           | Ashleigh Moolman      | CCC-Liv          | 85     |
| 6.ª           | Elisa Longo Borghini  | Trek-Segafredo   | 70     |
| 7.ª           | Annemiek van Vleuten  | Mitchelton-Scott | 60     |
| 8.ª           | Soraya Paladin        | Alé Cipollini    | 50     |
| 9.ª           | Ane Santesteban       | WNT-Rotor        | 40     |
| 10.ª          | Anna van der Breggen  | Boels-Dolmans    | 35     |